# Clavella stellata
Clavella stellata är en kräftdjursart som först beskrevs av Kroyer 1838.  Clavella stellata ingår i släktet Clavella och familjen Lernaeopodidae. Arten har ej påträffats i Sverige. Inga underarter finns listade i Catalogue of Life.